# 電弧爐

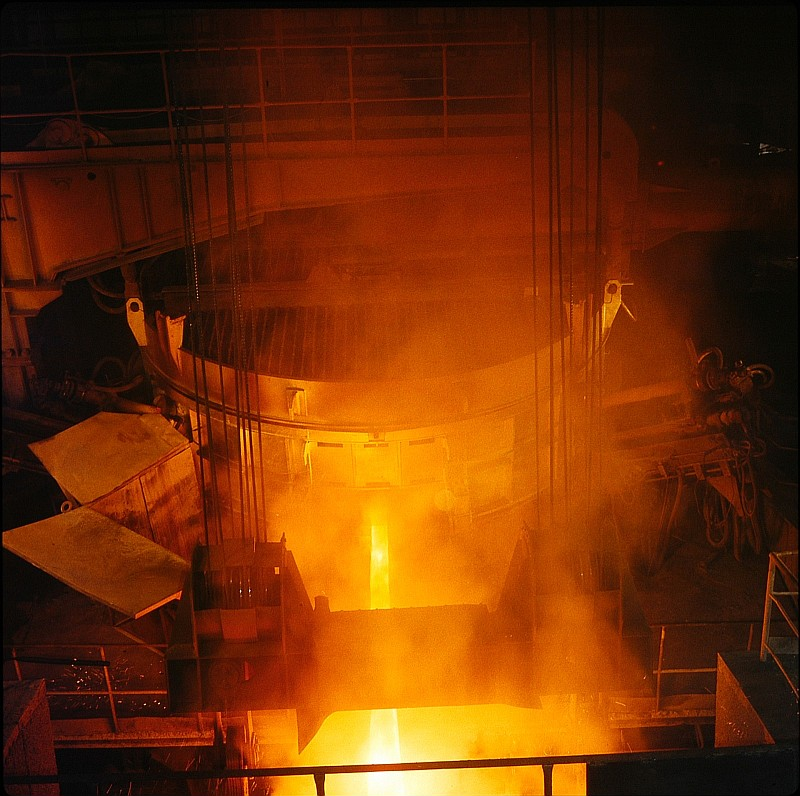
大圓柱型的電弧爐澆注場景。

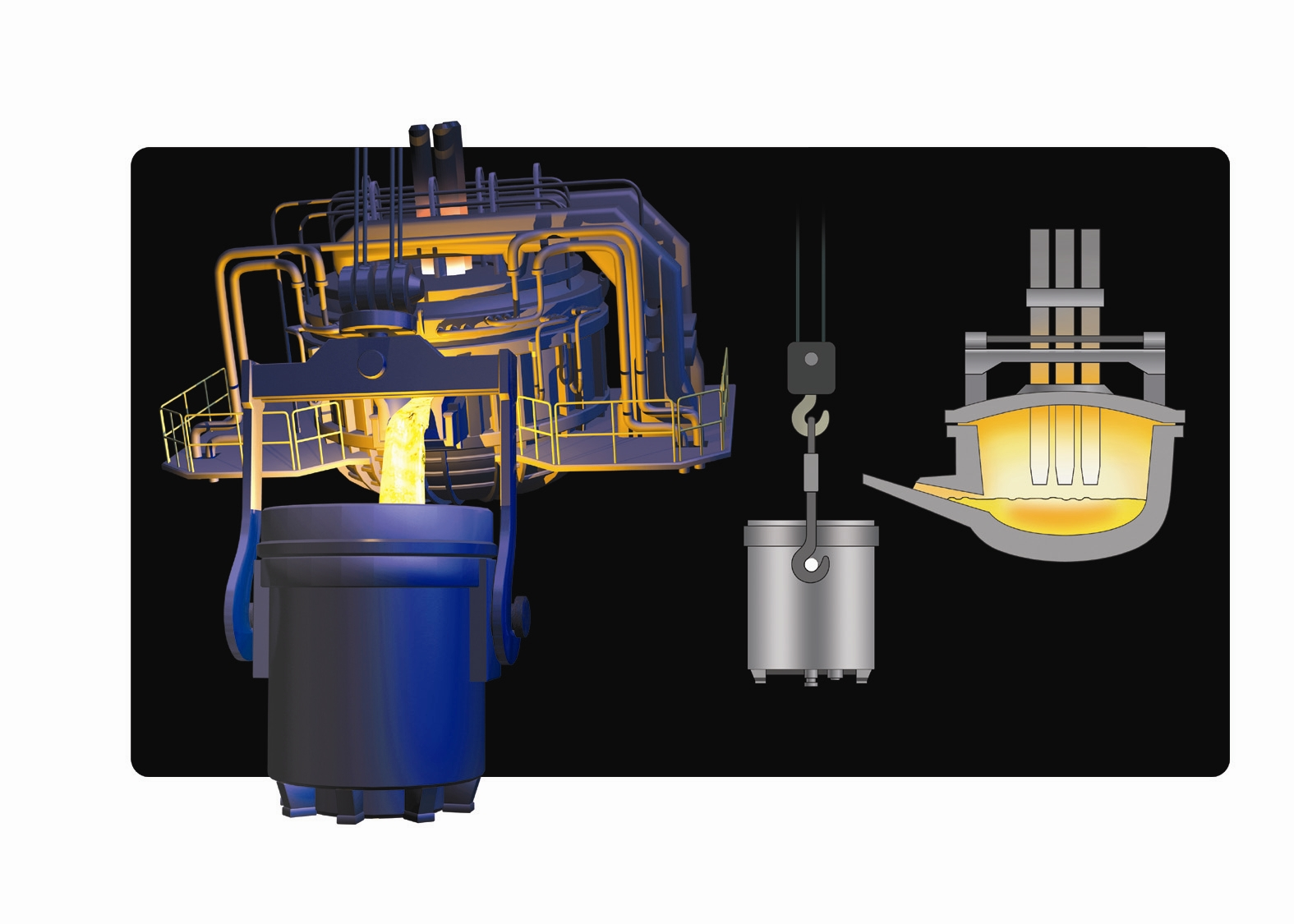
電弧爐外部及內部的草圖。

電弧爐（英語：electric arc furnace），簡稱EAF，是一種透由電弧放電來傳遞熱能給材料的加熱爐。
工業用電弧爐處理量小至鑄造廠造鑄鐵產品用的1噸，大至煉鋼廠次級製鋼（常配合通氣盛鋼桶精煉）用的400噸。 研究實驗室或牙醫使用的電弧爐通常只有數十克的處理量。工業用的電弧爐溫度可達1,800 °C（3,272 °F），而實驗室用的電弧爐溫度則可升至高達3,000 °C（5,432 °F）。
電弧爐與感應加熱爐的差異在於，電弧爐的構造裡，帶電荷的材料直接暴露在電弧下，且爐中電流以這些帶電荷的材料為端點導通。

## 歷史

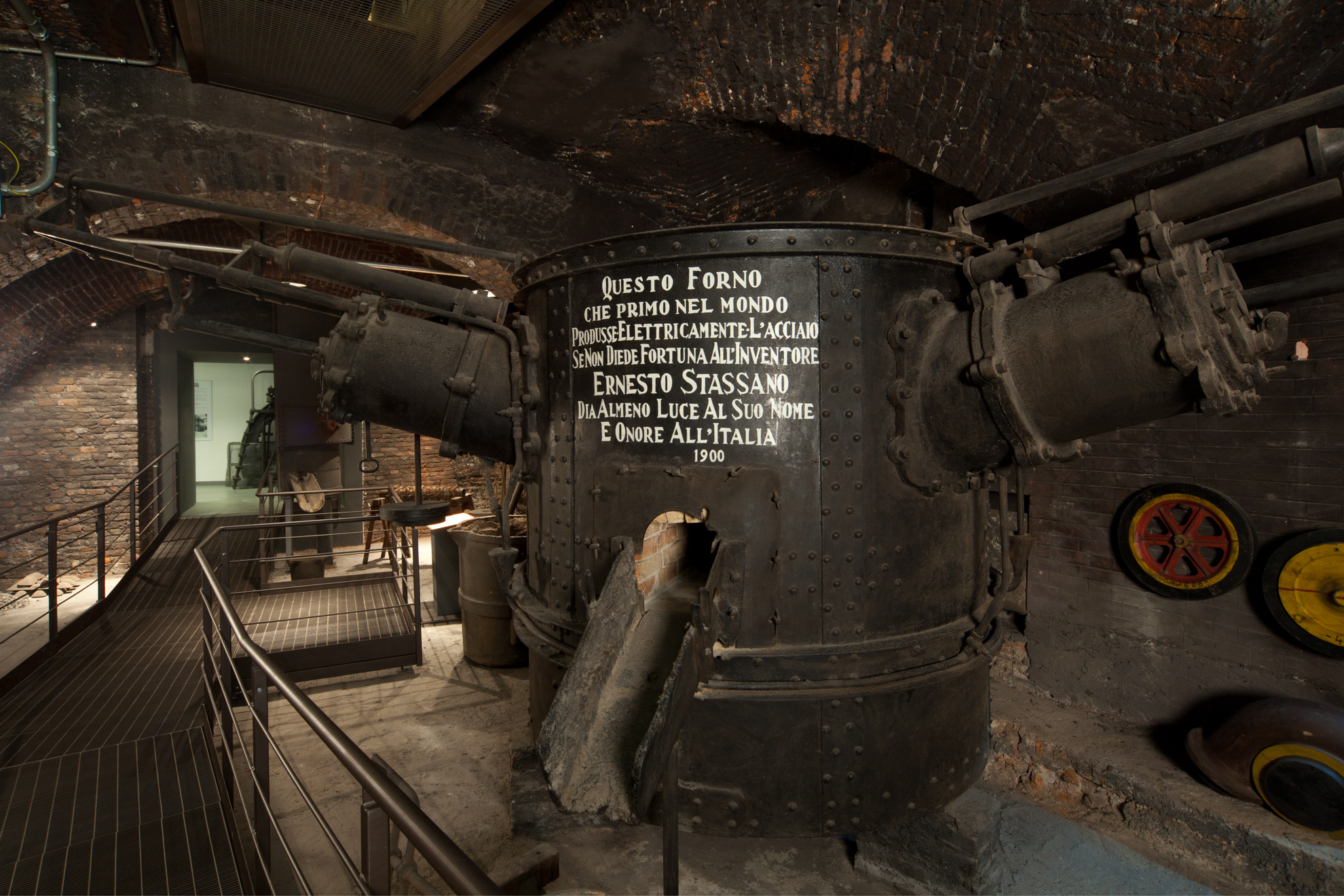
由國立科學暨李奧納多·達文西科技博物館所展示的史塔莎諾爐，該爐由恩內斯托·史塔莎諾發明。

自19世紀以來，已有不少人採用電弧來熔煉鐵。1810年，漢弗里·戴維爵士展示了他的電弧燈實驗。1815年，威廉·哈賽丁·皮普斯進行了早期的弧焊研究。1843年華爾（A. Wall）撰文建議以跟電有關的方式冶煉生鐵。1853年，皮雄（Pinchon）試圖在海岸邊建造超大型電弧爐，製鐵兼當燈塔照亮海岸，不過最後因想法不被世人理解而以失敗告終。1878年至1879年德裔英國人威廉·西門子爵士取得數項電弧種類的電爐專利。
1900年由法國人保羅·埃魯開發的電弧爐，一般被公認是最早能夠進行商業生產的電弧爐。山德生兄弟（The Sanderson brothers）成立於雪城的山德生兄弟鋼鐵公司（The Sanderson Brothers steel Co.）1906年建造了美國第一座埃魯電弧爐。該爐仍展示於匹茲堡車站廣場。

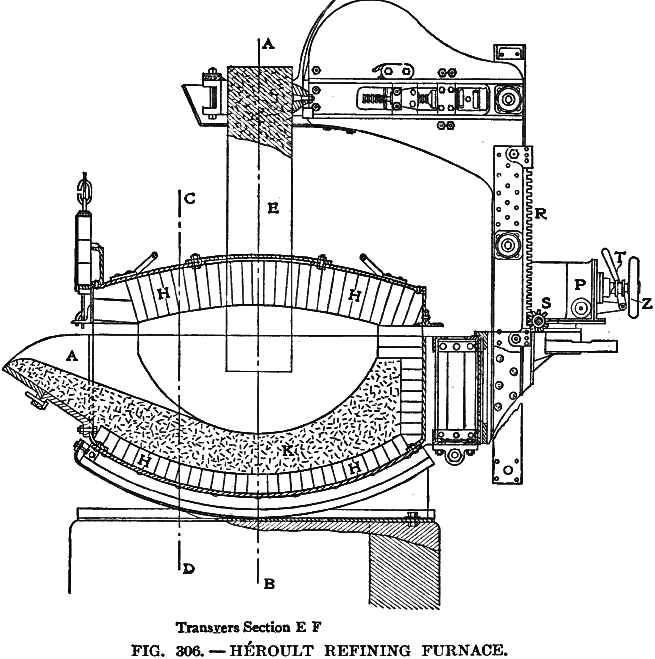
埃魯電弧爐的截面草圖。E代表電極（不過圖中僅顯示其中一電極），E透過齒條R和傳動機構S進行升降，爐內覆有耐火磚H隔熱防火，K為底襯，A為閘門澆口。爐外殼座落於搖擺裝置上以便整個爐子進行傾斜澆注的動作。

起初這些電煉鋼（electric steel）僅用於生產特殊用途的鋼種如工具鋼、彈簧鋼等。電弧爐曾經被用於製備電土燈所用的碳化鈣電石。1898年，義大利的史塔莎諾爐問世，該爐可旋轉混和鐵水鋼液，以八成廢鐵兩成鑄鐵的比例煉出經濟上能與進口鋼相抗衡的鋼鐵。而吉侯爐（Girod furnace）作用原理則與埃魯電弧爐類似。